# NGC 304
NGC 304 est une galaxie spirale située dans la constellation d'Andromède. NGC 304 a été découverte par l'astronome français Édouard Stephan en 1878.

## Caractéristiques
Sa vitesse par rapport au fond diffus cosmologique est de 4 667 ± 38 km/s, ce qui correspond à une distance de Hubble de 68,8 ± 4,9 Mpc (∼224 millions d'al).